# Andurma
Andurma är en ort i Azerbajdzjan.   Den ligger i distriktet Lerik Rayonu, i den södra delen av landet, 220 kilometer sydväst om huvudstaden Baku. Andurma ligger 1 563 meter över havet och antalet invånare är 577.
Terrängen runt Andurma är kuperad åt sydväst, men åt nordost är den bergig. Närmaste större samhälle är Lerik, 8,4 kilometer nordväst om Andurma. 
Trakten runt Andurma består i huvudsak av gräsmarker. Runt Andurma är det ganska tätbefolkat, med 60 invånare per kvadratkilometer.